# My Country (poema)
My Country (en español: Mi país) es un poema sobre Australia escrito por Dorothea Mackellar (1885-1968) a los 19 años, cuando añoraba su hogar durante su estadía en el Reino Unido. Tras un largo viaje por Europa con su padre durante su adolescencia, comenzó a escribir el poema en Londres en 1904 y lo reescribió varias veces antes de regresar a Sídney. El poema se publicó por primera vez en The Spectator de Londres el 5 de septiembre de 1908 con el título Core of My Heart. Fue reimpreso en muchos periódicos australianos, como The Sydney Mail y New South Wales Advertiser, que describieron el «pequeño poema» como la nota justa de «...la nota clara, sonora y triunfante del amor y la confianza en [Australia]». El poema se hizo rápidamente muy conocido y consagró a Mackellar como poeta.
La primera antología de poemas de MacKellar, The Closed Door (La Puerta Cerrada), publicada en Australia en 1911, incluía este poema. El último verso de la tercera estrofa, «And ferns the warm dark soil» (Y helechos el cálido suelo oscuro), era originalmente «And ferns the crimson soil» (Y helechos el suelo carmesí). Su segunda antología, The Witch Maid & Other Verses, publicada en 1914, incluía la versión original.

## Contexto literario
La familia de Mackellar poseía importantes propiedades en el distrito de Gunnedah, en Nueva Gales del Sur, y una propiedad (Torryburn) en el distrito de Paterson, en la región de Hunter. Se cree que el poema se inspiró directamente al presenciar la ruptura de una sequía cuando estaba en Torryburn; My Country utiliza imágenes para describir la tierra tras la ruptura de una larga sequía.
En una entrevista de 1967, Mackellar describió las razones que la llevaron a escribir el poema:

En realidad no es una razón especial. Pero un amigo me hablaba de Inglaterra. Las dos habíamos vuelto hacía poco de Inglaterra. Hablaba de Australia y de lo que no tenía en comparación con Inglaterra. Y yo empecé a hablar de lo que tenía que Inglaterra no tenía, que no se podía esperar que el país tuviera. Porque, por supuesto, hay muchas cosas maravillosas, especialmente en las partes más antiguas, pero no son lo mismo, y, por supuesto, las personas que vinieron aquí primero... No los culpo por ello. Pero era tan diferente a todo lo que habían conocido, que no lo entendían.

## Análisis
Para muchos australianos, el poema es una versión abiertamente romántica de la «condición australiana», ya que la familia de Mackellar gozaba de considerable fortuna y favor social. El poema refleja el reflejo romántico y un tanto idealizado de un escritor que anhela que le lleven de vuelta a Gunnedah.
La primera estrofa, menos conocida, hace referencia a Inglaterra y al hecho de que la gran mayoría de los australianos de la época eran de nacimiento o ascendencia británica. La segunda estrofa describe Australia y es una de las piezas más conocidas de la poesía australiana.